# Nycterosea signataria
Nycterosea signataria är en fjärilsart som beskrevs av Walker 1863. Nycterosea signataria ingår i släktet Nycterosea och familjen mätare. Inga underarter finns listade i Catalogue of Life.